# 苏木精-伊红染色

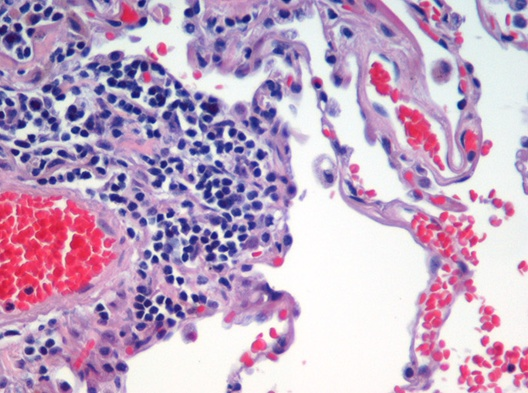
人类肺组织苏木精-伊红染色切片

苏木精-伊红染色、苏木素-伊红染色、蘇伊染色、HE染色或H&E染色（hematoxylin and eosin stain）是组织学常用的染色方法。
这种染色方法的基础是组织结构对不同染料有不同结合程度。苏木精可以将嗜碱性结构染成蓝紫色，嗜碱性结构通常包括含有核酸的部分，如核糖体、细胞核及细胞质中富含核糖核酸（RNA）的区域等。而伊红可以将嗜酸性结构染成粉红色，嗜酸性结构则通常由细胞内及细胞间的蛋白质构成，如路易体、酒精小体）、细胞质的大部分等。
有时，黄褐色也会出现在染色样本中，这是由于组织内原有的色素，例如黑色素等造成的。

## 外部連結
- 實驗方法-蘇木精染色(Hematoxylin staining) （页面存档备份，存于）